# Залужаны (Сумская область)
Залужаны (укр. Залужани) — село,
Ахтырский городской совет,
Сумская область,
Украина.
Код КОАТУУ — 5910290003. Население по переписи 2001 года составляло 28 человек .

## Географическое положение
Село Залужаны находится на левом берегу реки Ворскла,
ниже по течению на расстоянии в 2 км расположено село Козятин,
на противоположном берегу — село Подол (Ахтырский район).
В 1,5 км расположен город Ахтырка.
Река в этом месте извилистая, образует лиманы, старицы и заболоченные озёра.
Рядом проходит железная дорога, станция Ахтырка в 6-и км.